# Ángel Fernández Artime

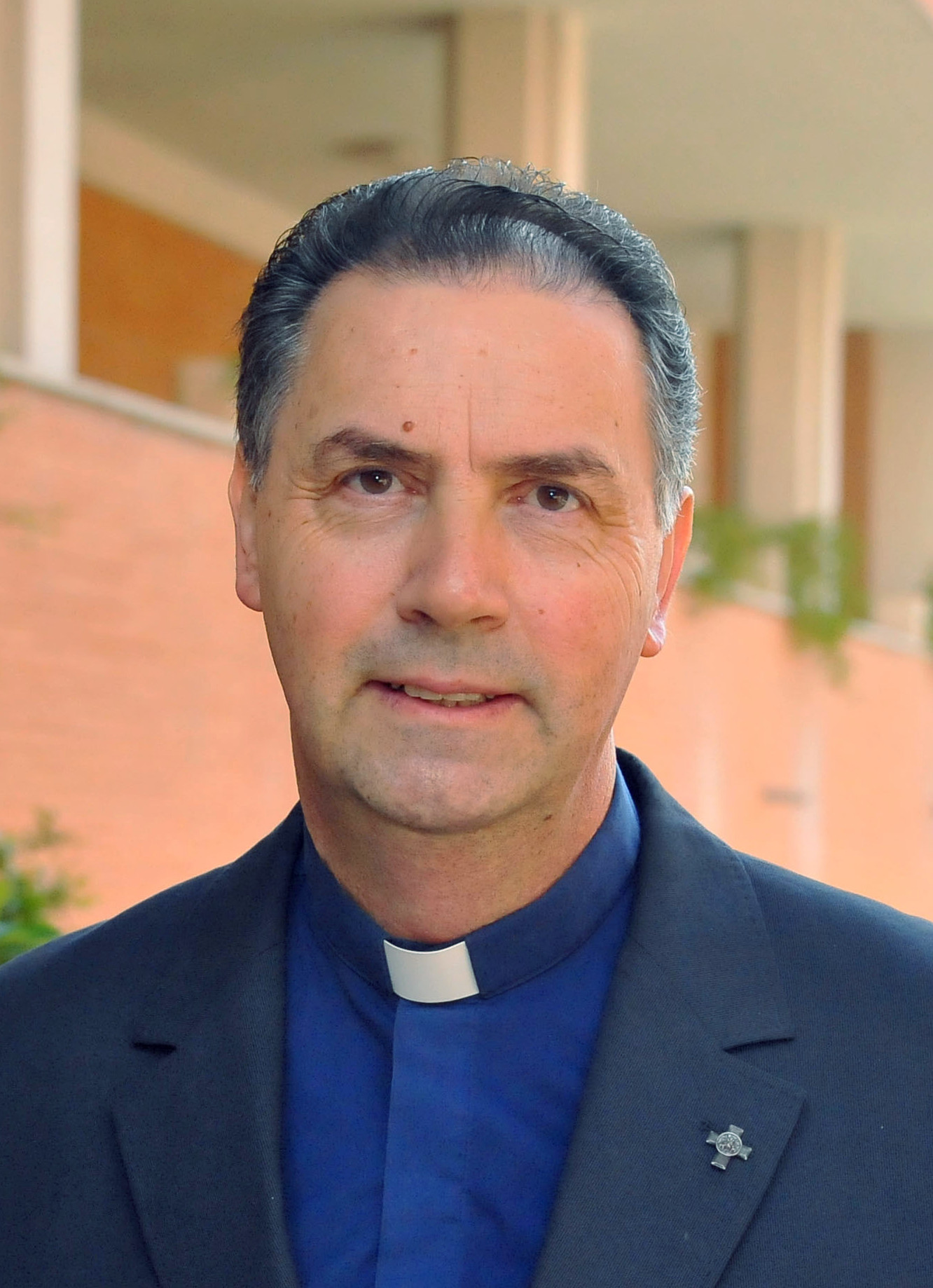
Ángel Fernández Artime, Generaloberer der Salesianer Don Boscos (2014)

Kardinalswappen von Ángel Fernández Artime

Ángel Kardinal Fernández Artime SDB (* 21. August 1960 in Gozón, Asturien) ist ein spanischer römisch-katholischer Ordensgeistlicher und Kurienkardinal und Pro-Präfekt der Dikasteriums für die Institute geweihten Lebens und für die Gesellschaften apostolischen Lebens. Er war von 2014 bis 2024 Generaloberer der Salesianer Don Boscos und somit der zehnte Nachfolger des Ordensgründers Johannes Bosco.

## Leben
Ángel Fernández Artime wurde als Sohn einer Fischerfamilie in Gozón geboren. Ab 1970 besuchte er ein Internat in Astudillo und später drei Jahre lang eine Schule in Cambados sowie danach das Centro Don Bosco in León. Anschließend trat er der Ordensgemeinschaft der Salesianer Don Boscos bei und absolvierte das Noviziat in Mohernando. Er studierte Philosophie an der Universität Valladolid und Katholische Theologie in Santiago de Compostela. Daneben absolvierte er ein zweijähriges pastorales Praktikum in León. Am 3. September 1978 legte Fernández Artime in Mohernando die erste und am 17. Juni 1984 in Santiago de Compostela die ewige Profess ab. Er empfing am 4. Juli 1987 in León das Sakrament der Priesterweihe.
Fernández Artime wirkte zunächst als Lehrer am Kolleg Santo Ángel und als Jugendseelsorger in Avilés. Weiterführende Studien in Madrid schloss er mit Lizenziaten in den Fächern Pastoraltheologie, Philosophie und Pädagogik ab. Danach war er als Delegat für die Jugendpastoral in der Ordensprovinz León der Salesianer Don Boscos tätig und leitete das Don-Bosco-Kolleg in Ourense. Zudem gehörte er dem Provinzialrat an und fungierte als Vikar des Provinzials. Von 2000 bis 2006 war Fernández Artime Provinzial der Ordensprovinz León und 2008 Mitorganisator des 26. Generalkapitels der Salesianer Don Boscos. Danach leitete er von 2009 bis 2013 die südargentinische Ordensprovinz seiner Ordensgemeinschaft mit Sitz in Buenos Aires; dort arbeitete er mit dem damaligen Erzbischof von Buenos Aires, Jorge Mario Bergoglio, dem heutigen Papst Franziskus zusammen. Am 23. Dezember 2013 wurde Fernández Artime zum Provinzial der südspanischen Ordensprovinz Maria Ausiliatrice mit Sitz in Sevilla ernannt. Diese Aufgabe trat er aber nicht mehr an, da er am 25. März 2014 vom 27. Generalkapitel der Salesianer als Nachfolger des Mexikaners Pascual Chávez Villanueva zum Generaloberen gewählt wurde. Am 11. März 2020 wurde er vom 28. Generalkapitel in diesem Amt bestätigt. In seiner Funktion als Generaloberer ist Fernández Artime zugleich Großkanzler der Päpstlichen Universität der Salesianer und der Päpstlichen Universität Auxilium in Rom sowie des Pontificio Istituto Superiore di Latinità. 2018 nahm er an der 15. ordentlichen Vollversammlung der Bischofssynode zum Thema Jugend, Glaube und Berufungsentscheidung teil.
Im Konsistorium vom 30. September 2023 nahm ihn Papst Franziskus als Kardinaldiakon mit der Titeldiakonie Santa Maria Ausiliatrice in Via Tuscolana in das Kardinalskollegium auf. Die Besitzergreifung seiner Titeldiakonie fand am 17. Dezember desselben Jahres statt.
Am 4. Oktober 2023 berief ihn Papst Franziskus zum Mitglied des Dikasteriums für die Institute geweihten Lebens und für die Gesellschaften apostolischen Lebens. Papst Franziskus hat bekanntgegeben, ihm ab dem 1. August 2024 eine neue, noch nicht bekannte Aufgabe zu geben. Fernández Artime erklärte, mit Wirkung zum 31. Juli 2024 sein Amt als Generaloberer der Salesianer Don Boscos niederlegen zu wollen.
Er war damit der erste wahlberechtigte Kardinal ohne Bischofsweihe seit Roberto Tucci im Jahr 2001. Am 5. März 2024 ernannte ihn Papst Franziskus zum Titularerzbischof pro hac vice von Ursona. Der mit ihm zum Kardinal kreierte emeritierte Apostolische Nuntius in Italien, Emil Paul Tscherrig, spendete ihm und dem Präsidenten der Güterverwaltung des Apostolischen Stuhls, Erzbischof Giordano Piccinotti SDB, am 20. April desselben Jahres in Santa Maria Maggiore die Bischofsweihe. Mitkonsekratoren waren der Erzbischof von Rabat, Cristóbal Kardinal López Romero SDB, und der emeritierte Bischof von Gent, Lucas Van Looy SDB. Gleichzeitig verzichtete er wie für ein Kardinal üblich mit der Weihe auf den Titularsitz Ursona.
Im Zusammenhang mit seiner Bischofsweihe teilte Ángel Fernández Artime außerdem mit, dass er mit spezieller Erlaubnis des Papstes sein Amt als Generaloberer der Salesianer Don Boscos bis zum Sommer weiter ausüben werde; seinen Rücktritt als Generaloberer erklärte er wie angekündigt am 16. August 2024.
Am 6. Januar 2025 ernannte ihn Papst Franziskus zum Pro-Präfekten des Dikasteriums für die Institute geweihten Lebens und für die Gesellschaften apostolischen Lebens. Nach dessen Tod nahm Kardinal Fernández Artime am Konklave 2025 teil. Papst Leo XIV. bestellte ihn am 16. Juli 2025 zudem zum päpstlichen Legaten für die Basiliken San Francesco und Santa Maria degli Angeli in Assisi.

## Schriften
- Educar, o el arte de edificar sólidamente. In: Educación y futuro: revista de investigación aplicada y experiencias educativas. Nr. 14, 2006, OCLC 1343435193, S. 157–164 (unirioja.es [PDF; 126 kB]).
- Ángel Fernández Artime, Ángel Expósito, Francesca Angeletti: Don Bosco oggi: intervista a don Ángel Fernández Artime decimo successore di don Bosco. Libreria Editrice Vaticana, Vatikanstadt 2015, ISBN 978-88-209-9529-4.
- Wie Don Bosco, mit den Jugendlichen, für die Jugendlichen! Kommentar zum Leitgedanken des Jahres 2015 für die Don-Bosco-Familie (= Institut für Salesianische Spiritualität an der PTH Benediktbeuern. Band 36). Institut für Salesianische Spiritualität, Benediktbeuern 2015, OCLC 1185700329.
- Porque los jóvenes de todo el mundo tienen derecho a tener voz propia y a ser escuchados. In: En la calle: revista sobre situaciones de riesgo social. Nr. 30, 2015, OCLC 1364207217, S. 16–17 (unirioja.es [PDF; 204 kB]).
- Con Gesù percorriamo insieme l’avventura dello Spirito! Rettor Maggiore della Società Salesiana, Rom 2016, OCLC 1258424186.
- Siamo Famiglia! Ogni casa, scuola di Vita e di Amore. Rettor Maggiore della Società Salesiana, Rom 2017, OCLC 1258422463.
- La Pedagogia Salesiana tra attualità e futuro: Lectio Magistralis. Salesiani Don Bosco, Rom 2022, OCLC 1352932519.
- Alles aus Liebetun, nichts aus Zwang. Kommentar zum Leitgedanken des Jahres 2022 für die Don-Bosco-Familie (= Institut für Salesianische Spiritualität an der PTH Benediktbeuern. Band 40). Institut für Salesianische Spiritualität, Benediktbeuern 2022, OCLC 1322802610.